# West End (Bahamas)
West End er en by i Bahamas med 13.577 (2012) indbyggere. Byen ligger på Grand Bahama, der er den nordligste af øerne i Bahamas.